# Palazzo di Ubaldino Peruzzi
Il palazzo di Ubaldino Peruzzi è un edificio storico del centro di Firenze, situato tra Borgo de' Greci 10-12-14, via dell'Anguillara 9 e via de' Bentaccordi 4-12r.

## Storia
Il palazzo  sorge sul luogo anticamente occupato da alcune case e da un orto dei Peruzzi, edificate a loro volta sui resti dell'anfiteatro romano di Firenze. 

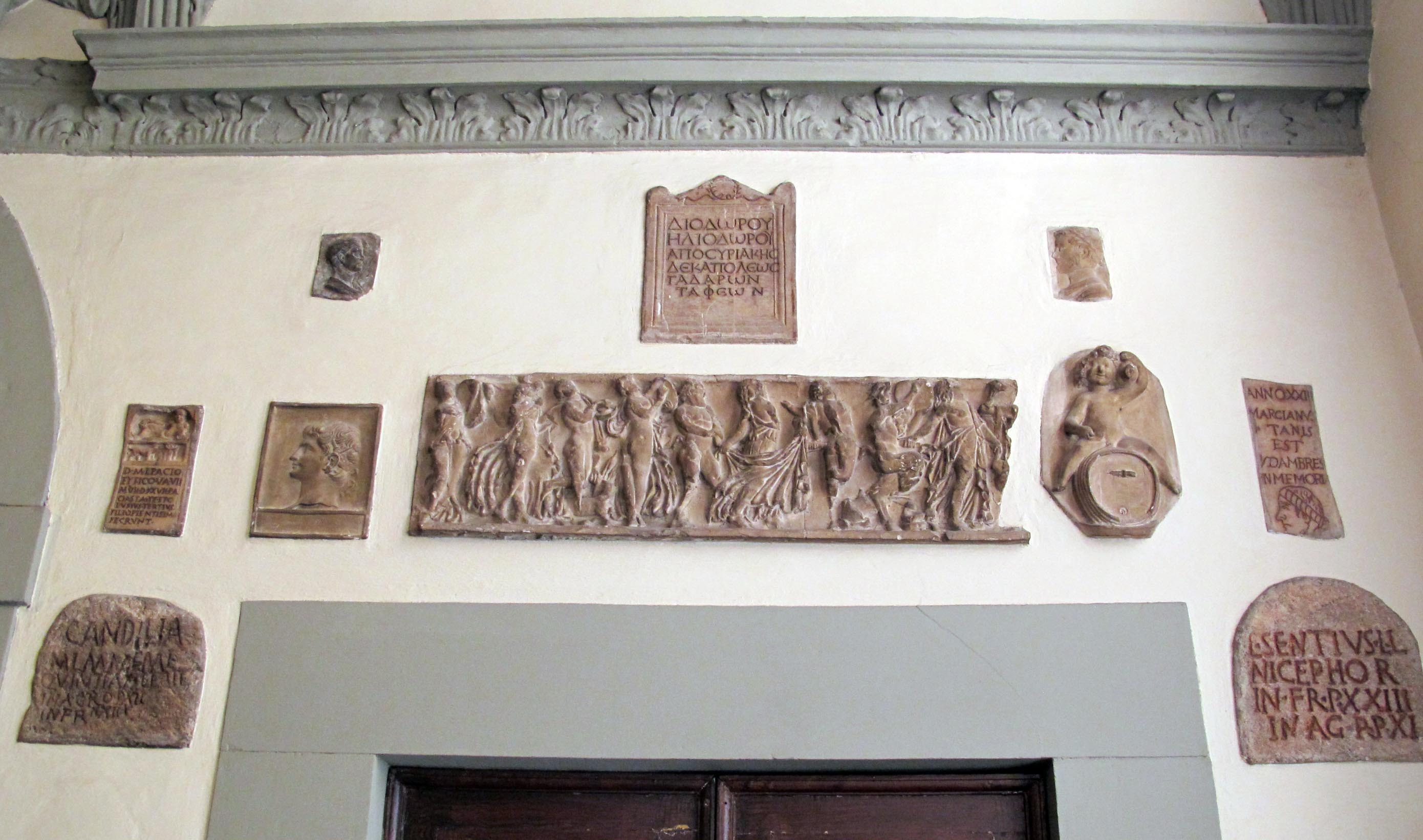
Le raccolte antiche di Vittorio Grazzi

Il nucleo originale risale al Trecento (all'interno del cortile si conserva un pilastro ottagonale e in una sezione una scala a chiocciola trecentesca), ampliato a partire dagli anni quaranta del Seicento quando, su committenza di Ludovico di Gherardo Peruzzi e probabile progetto dell'architetto Gherardo Silvani, si dette sistemazione alla porzione più antica, posta sulla cantonata tra borgo de' Greci e via de' Bentaccordi. Al Silvani, in particolare, sarebbe attribuibile il disegno delle due finestre inginocchiate che affiancano il portone centinato del fronte di borgo de' Greci. 
Successivi acquisti del 1673, 1674 e 1691 portarono ad ampliare notevolmente l'edificio estendendolo in direzione di piazza di Santa Croce, sia verso borgo de' Greci sia verso via dell'Anguillara, con la conseguente riconfigurazione degli ambienti interni, che si arricchirono di diverse sale e di una galleria, decorata con affreschi e stucchi negli ultimi anni del secolo. 

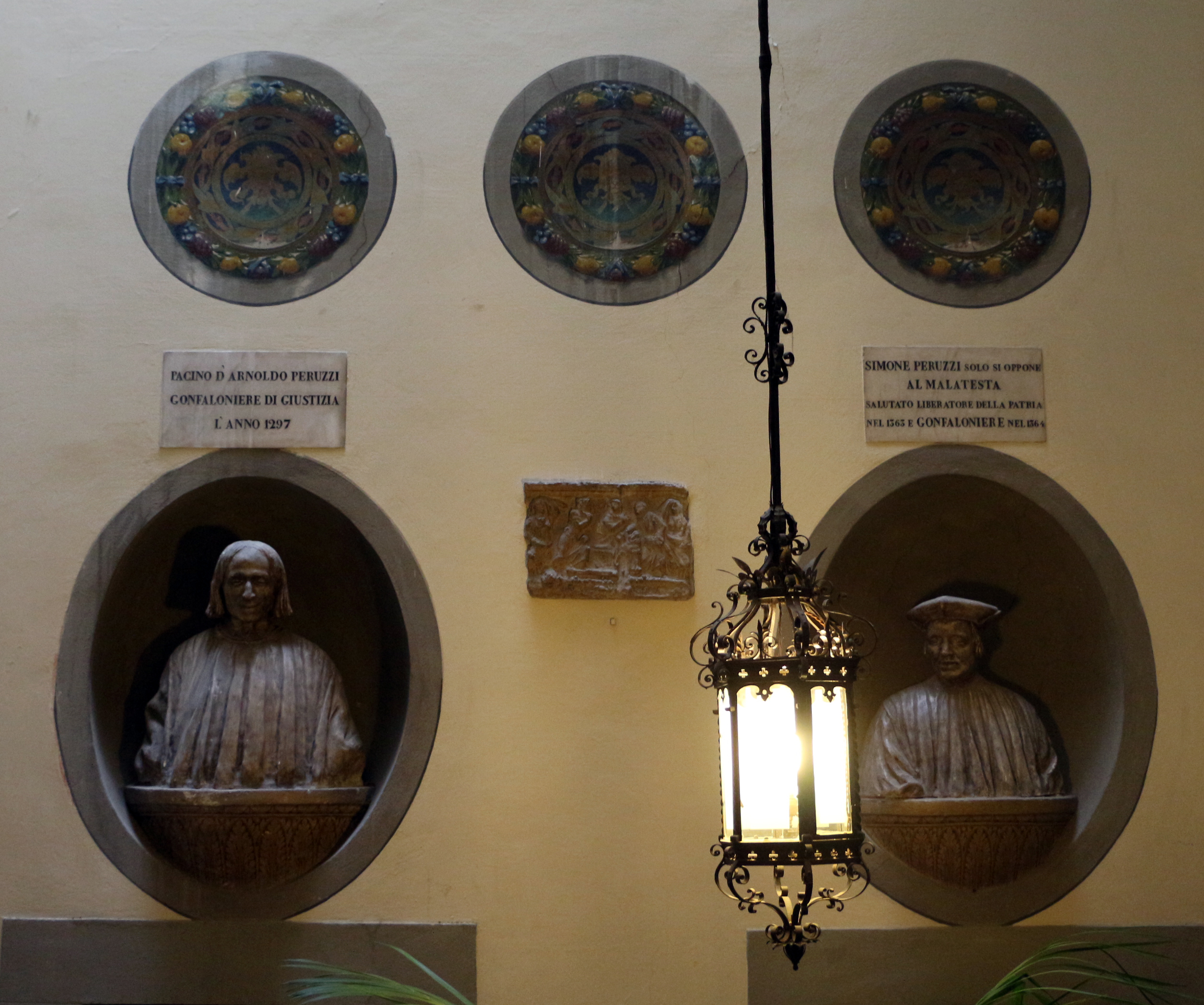
Memorie della famiglia Peruzzi

L'acquisto di una ulteriore casa su via dell'Anguillara nel 1739, poi unita al palazzo nel 1769, portò l'edificio alle attuali dimensioni e alla trasformazione di tutta la sua parte tergale. La fabbrica divenne la sede principale della famiglia nel 1772, quando Bindo Peruzzi vi si trasferì in seguito alla vendita del palazzo di fronte segnato col n. 3 (palazzo Maglione). 
La notorietà del palazzo è in buona parte legata al fatto che fu residenza di Ubaldino Peruzzi e di sua moglie Emilia Toscanelli, ovvero al felice momento in cui Firenze fu capitale d'Italia (1865-1871) avendo avuto Ubaldino, già rappresentante del Governo provvisorio Toscano, come sindaco. Nel celebre salotto di Emilia furono ospiti frequenti, tra gli altri, Edmondo De Amicis, allora direttore de L'Italia militare (giornale dell'esercito della giovane nazione), Ruggero Bonghi, Silvio Spaventa, Cesare Alfieri, Marco Minghetti, Renato Fucini e Bettino Ricasoli. La consuetudine del ricevere durò per i Peruzzi quanto, si può dire, la loro vita matrimoniale, anche se con lo spostamento della capitale a Roma molti dei suoi frequentatori si trasferirono. Le riunioni conviviali si protrassero comunque almeno fino al 1891, anno della morte di Ubaldino, con un seguito in tono minore, a causa della salute di Emilia, fino alle soglie del Novecento, quando anch'essa scomparì (8 maggio 1900).
Nel 1901 venne acquistato  da Vittorio Grazzi, professore di medicina e appassionato di antichità, che vi raccolse un nutrito lapidario di memorie etrusche e romane. Di lui esiste un busto nell'androne presso il n. 10. I suoi discendenti abitano ancora oggi l'edificio.

## Descrizione

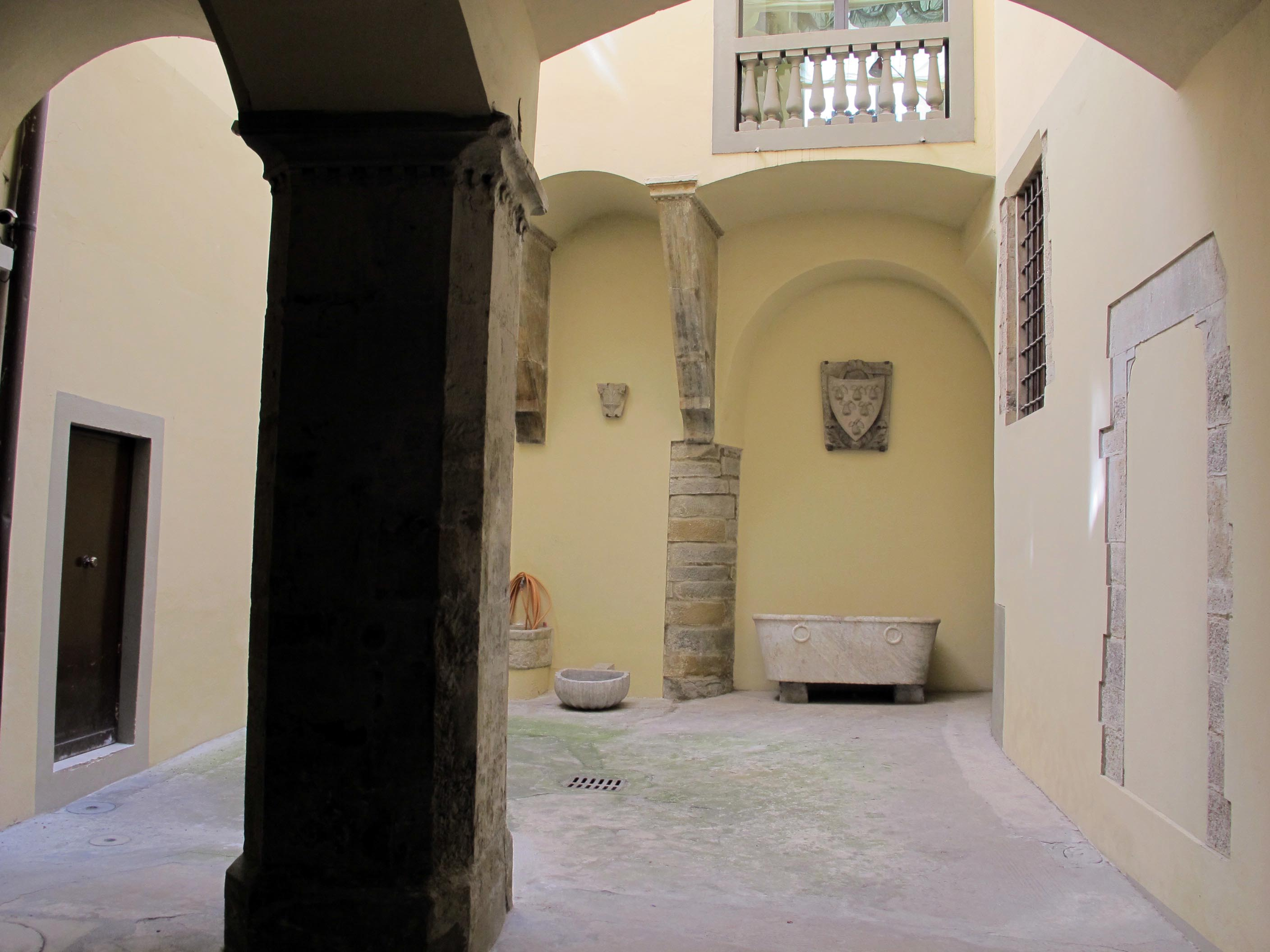
Il cortile

Il fronte su borgo dei Greci è debitore dei lavori attribuiti a Gherardo Silvani, al netto di un riordino probabilmente ottocentesco. Seicentesco è sicuramente il bel fronte principale con portale centinato sovrastato da terrazzino e segnato agli angoli alti da gruppi di pere (in riferimento all'arme della famiglia Peruzzi) e al centro da un mascherone. Nell'androne è una memoria che rivendica la presenza nel palazzo di Giovanni VIII Paleologo ospite dei Peruzzi, proveniente però dall'antistante palazzo Maglione. Su questo fronte si apre anche un portale secondario, forse un tempo sovrastato da uno stemma di cui resta solo una parte della cornice, e due finestre inginocchiate; al primo piano le aperture sono architravate e allineate su una cornice marcadavanzale; al secondo le finestre mostrano un disegno più leggero, impreziosito da cornici mistilinee.
L'interno è organizzato su uno stretto cortile, quasi certamente trecentesco, in cui si trova un pilastro ottagonale con capitello a foglie d'acqua e alcuni sporti retti da beccatelli. 
Gli interni con pregevoli elementi architettonici e decorativi quali stucchi e ornati dipinti su soffitti e pareti. In particolare sono di rilievo il Salone da ballo, con ricchi stucchi, la Galleria, con il prezioso affresco policromo del Bimbacci (1693), la cappella dedicata a san Filippo Neri con soffitto affrescato e finissimi stucchi, lo scalone (a rampe voltate a botte) e il vestibolo decorati con sculture sulla storia dei Peruzzi e con la collezione archeologica di Vittorio Grazzi.

## Bibliografia

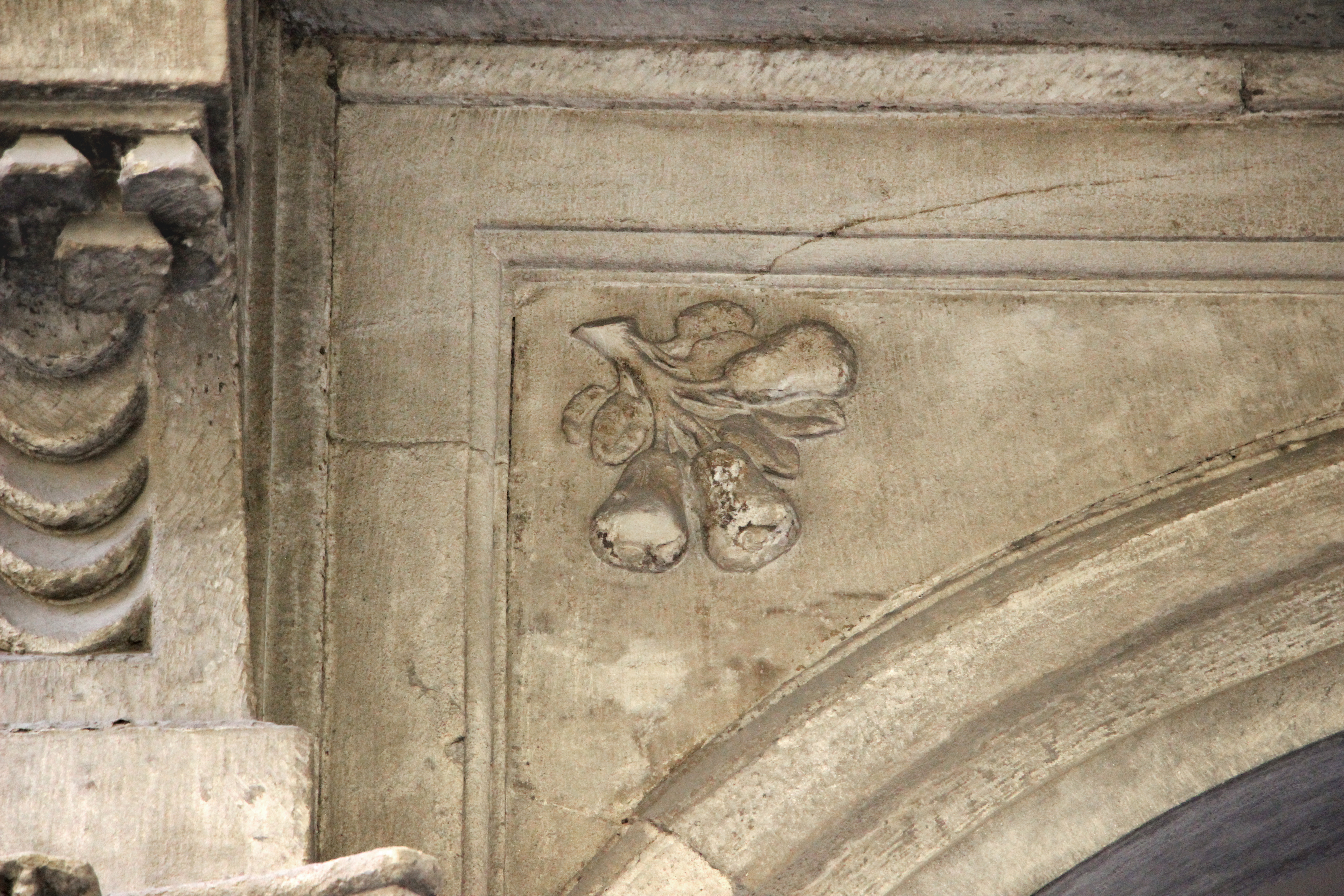
Le "pere" dei Peruzzi scolpite nel portale principale

### Lapidi
All'esterno, si trova una lapide che ricorda lo statista e sua moglie Emilia Peruzzi:
| QUESTA LA CASA DI UBALDINO PERUZZI PATRIOTA, PROMOTORE DELLA RETE FERROVIARIA TRIUMVIRO DELLA LIBERAZIONE DEL 27 APRILE 1859 MINISTRO DELLA LEGGE DI FIRENZE CAPITALE SINDACO GENEROSO DELLA CITTÀ RISORTA E QUI IL SALOTTO DI DONNA EMILIA PERUZZI CUI EDMONDO DE AMICIS DEDICÒ IL SUO “CUORE” DOVE LA LINGUA DEI TOSCANI DIVENNE QUELLA ITALIANA IL LIONS CLUB DI FIRENZE "FIRENZUOLA" COL COMUNE DI FIRENZE NEL 2008 |

Nell'androne si trova una memoria dell'ospitalità data dai Peruzzi all'imperatore bizantino Giovanni VIII Paleologo, in realtà proveniente dall'antistante palazzo Maglione, qui spostata quando vi si trasferì la famiglia Peruzzi.
| IN QUESTA CASA DI RIDOLFO DI BONIFAZIO PERUZZI RISEDÉ DAL 14 FEBBRAIO AL 26 AGOSTO 1439 GIOVANNI PALEOLOGO PENULTIMO DEGLI IMPERATORI GRECI AUSPICE DEL CONCILIO ECUMENICO CELEBRATO IN FIRENZE DAL PONTEFICE EUGENIO IV DEL RITORNO DEI GRECI ALLA CHIESA LATINA PRESENTI I DOTTI D'OCCIDENTE E D'ORIENTE QUANDO LA CITTÀ PRIMEGGIAVA PER ECCELLENZA DI SCIENZE ED ARTI |